# Nicole van de Vosse
Nicole van de Vosse (Deventer, 16 juni 2004) is een Nederlands volleybalspeelster. Van de Vosse kwam in Nederland uit voor Alterno, Talentteam Papendal en VC Zwolle. Sinds 2023 komt Van de Vosse uit voor het Duitse Ladies in Black Aachen.

## Carrière
Van de Vosse begon met volleyballen bij Avior uit haar geboortestad Deventer. Vervolgens stapte ze over naar Alterno uit Apeldoorn, waar ze in 2020 werd opgepikt door Talentteam Papendal. Een jaar later mocht Van de Vosse met Nederland -20 aantreden op het WK -20, waarin ze op de vierde plaats eindigde. In 2022 deed Van de Vosse met Nederland -20 aan op het EK -20, waarin eveneens een vierde plaats werd behaald. Na dit toernooi maakte Van de Vosse de overstap naar VC Zwolle. In 2023 nam ze met Nederland -21 deel aan het WK -21. Datzelfde jaar werd ze gecontracteerd door Ladies in Black Aachen. In haar debuutseizoen voor de Duitse club haalde ze de kwartfinales van de Duitse beker, waarin MTV Stuttgart te sterk was. In de Bundesliga greep Van de Vosse met Ladies in Black naast de play-offs na op de laatste plek te zijn geëindigd. Van de Vosse verlengde haar contract bij Ladies in Black Aachen, waardoor ze ook in het seizoen 2024/25 voor de club uitkomt.